# Volodarsk
Volodarsk (en russe : Володарск) est une ville de l'oblast de Nijni Novgorod, en Russie, et le centre administratif du raïon de Volodarsk. Sa population s'élevait à 9 898 habitants en 2020.

## Géographie
Volodarsk est arrosée par la rivière Seïma et se trouve près de son embouchure avec l'Oka, à 18 km à l'ouest de Dzerjinsk, à 51 km à l'ouest de Nijni Novgorod et à 351 km à l'est-nord-est de Moscou.

## Histoire
Le village de Seïma, sur la rivière Seïma, est mentionné pour la première fois au XVe siècle. En 1920, la section de Seïma de la localité d'Olguino fut renommée Vologdarsk, en hommage à V. Volodarski, un révolutionnaire russe. En 1932, Volodarsk reçut le statut de commune urbaine et le statut de ville en 1956.

## Population
Recensements (*) ou estimations de la population
| 1926* | 1939*  | 1959*  | 1970*  | 1979*  |
| ----- | ------ | ------ | ------ | ------ |
| 1 930 | 12 900 | 13 195 | 12 748 | 12 354 |

| 1989*  | 2002*  | 2010* | 2012  | 2013   |
| ------ | ------ | ----- | ----- | ------ |
| 11 034 | 10 989 | 9 928 | 9 977 | 10 023 |

| 2017   | 2019  | 2020  | - | - |
| ------ | ----- | ----- | - | - |
| 10 021 | 9 907 | 9 898 | - | - |

## Économie
La principale entreprise est : OAO Setka (ОАО "Сетка") : filets de pêche, fil de pêche. Volodarsk possède également des industries alimentaires, notamment un complexe avicole.

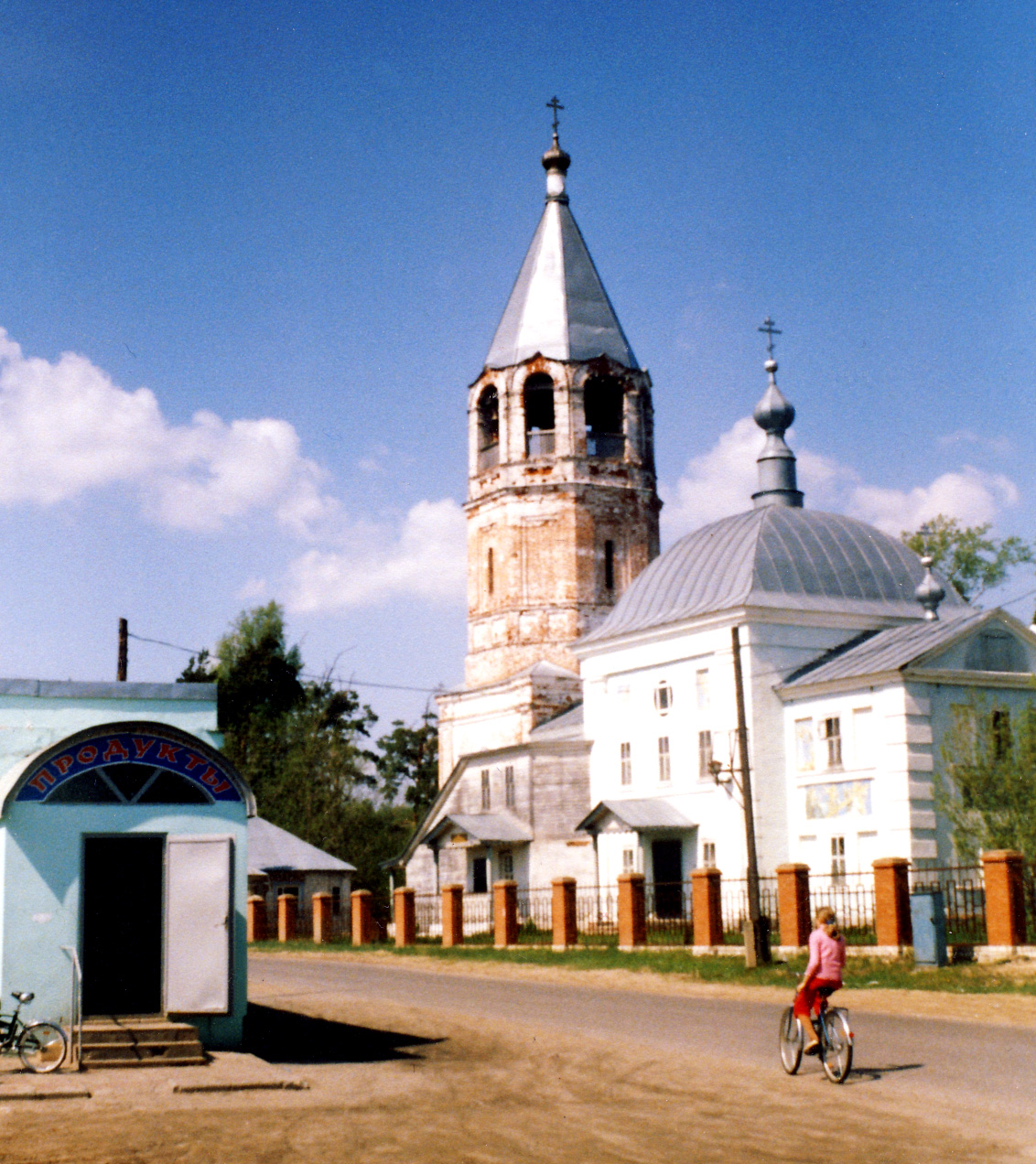
Église de l'Annonciation en 2006.
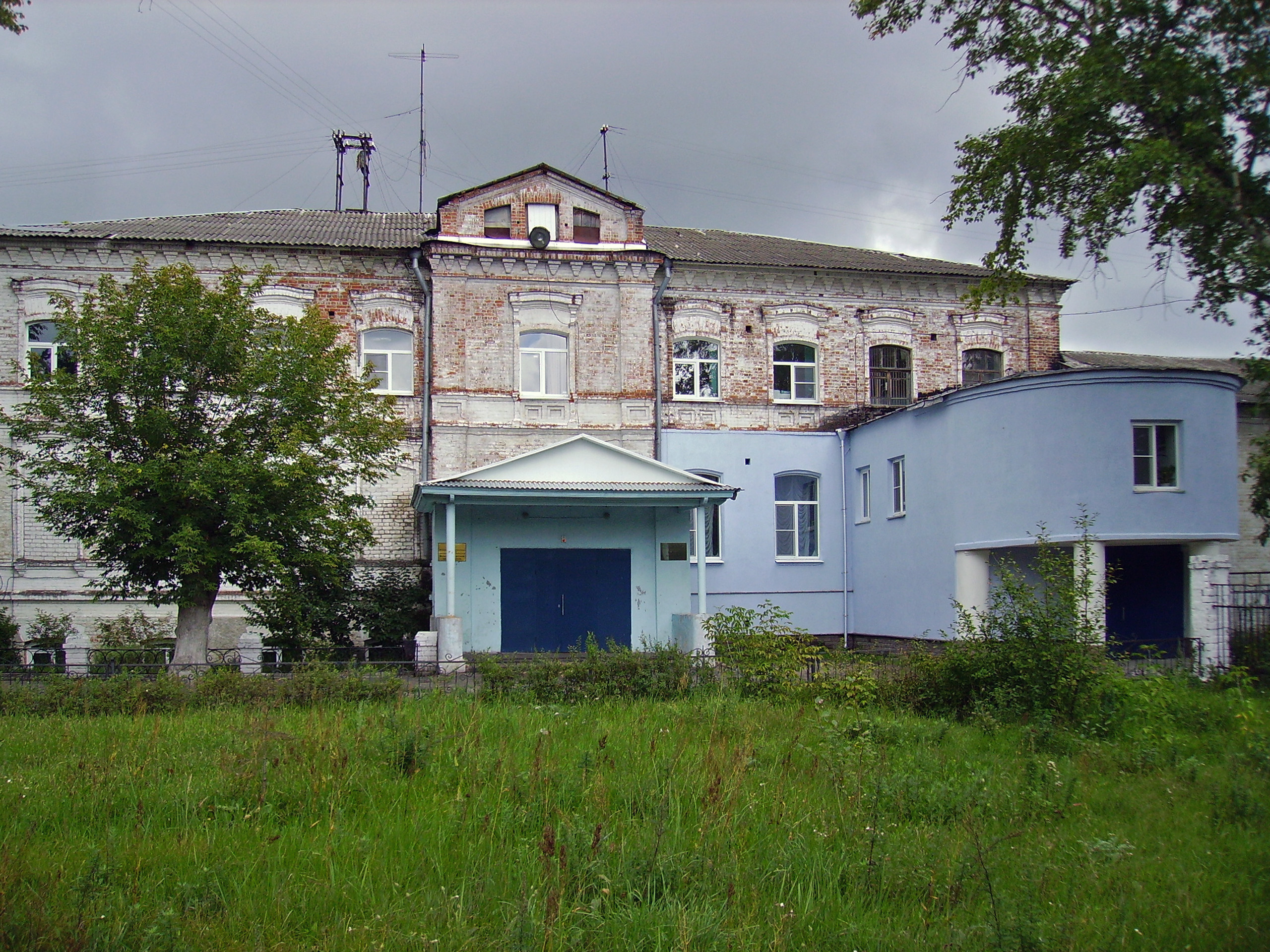
Maison de la Culture en 2014.
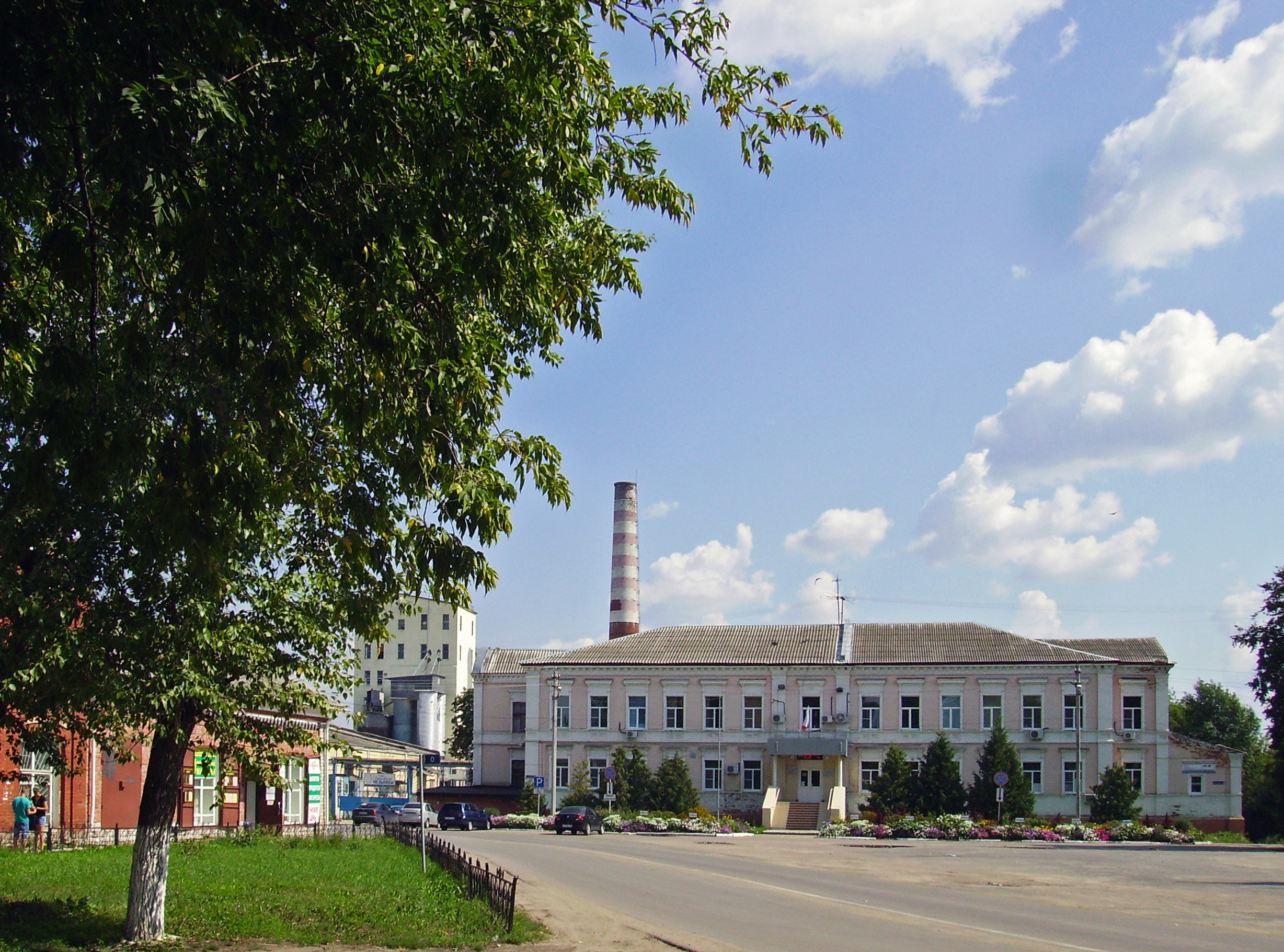
Siège du district (raïon) de Volodarsk.
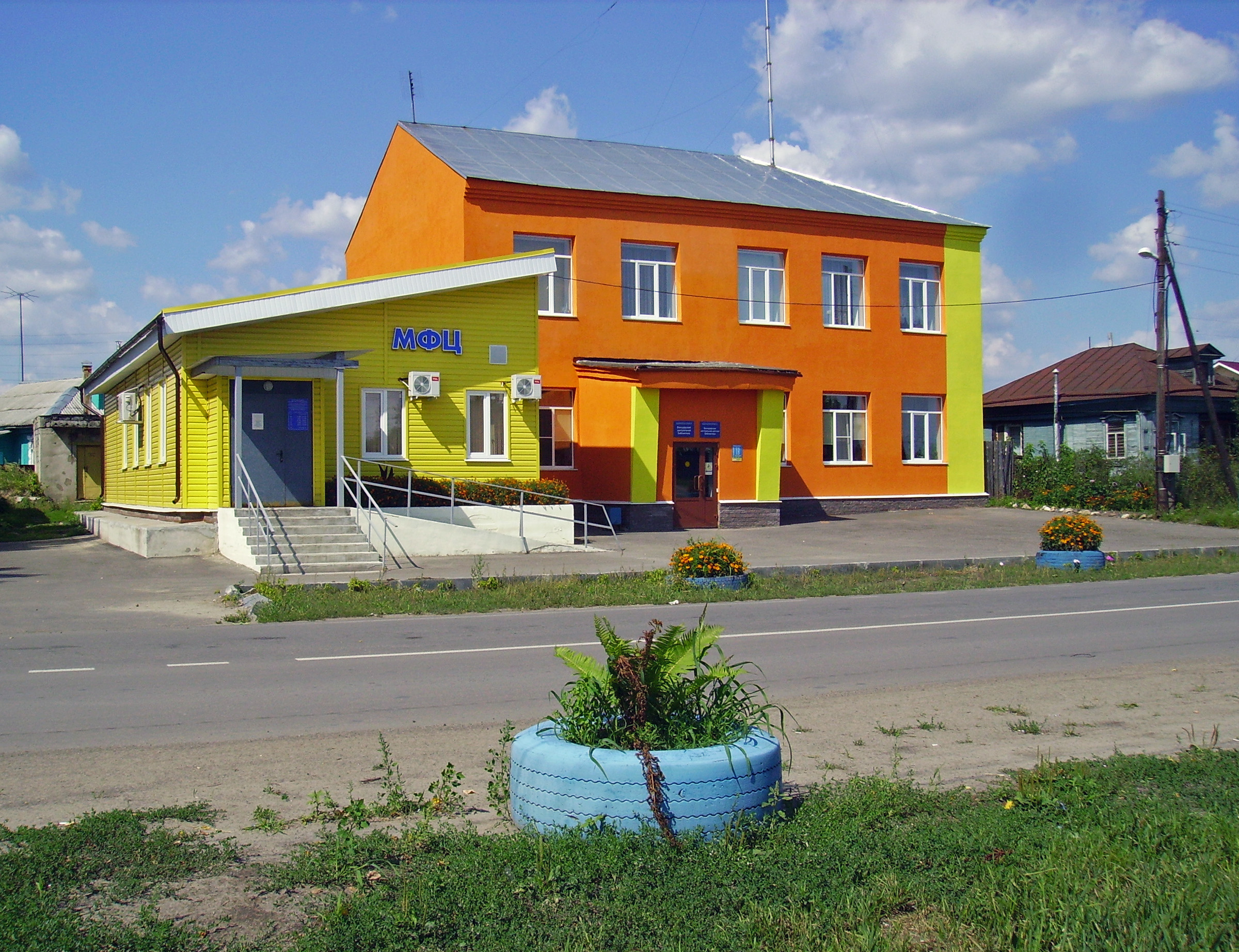
Bibliothèque en 2014.
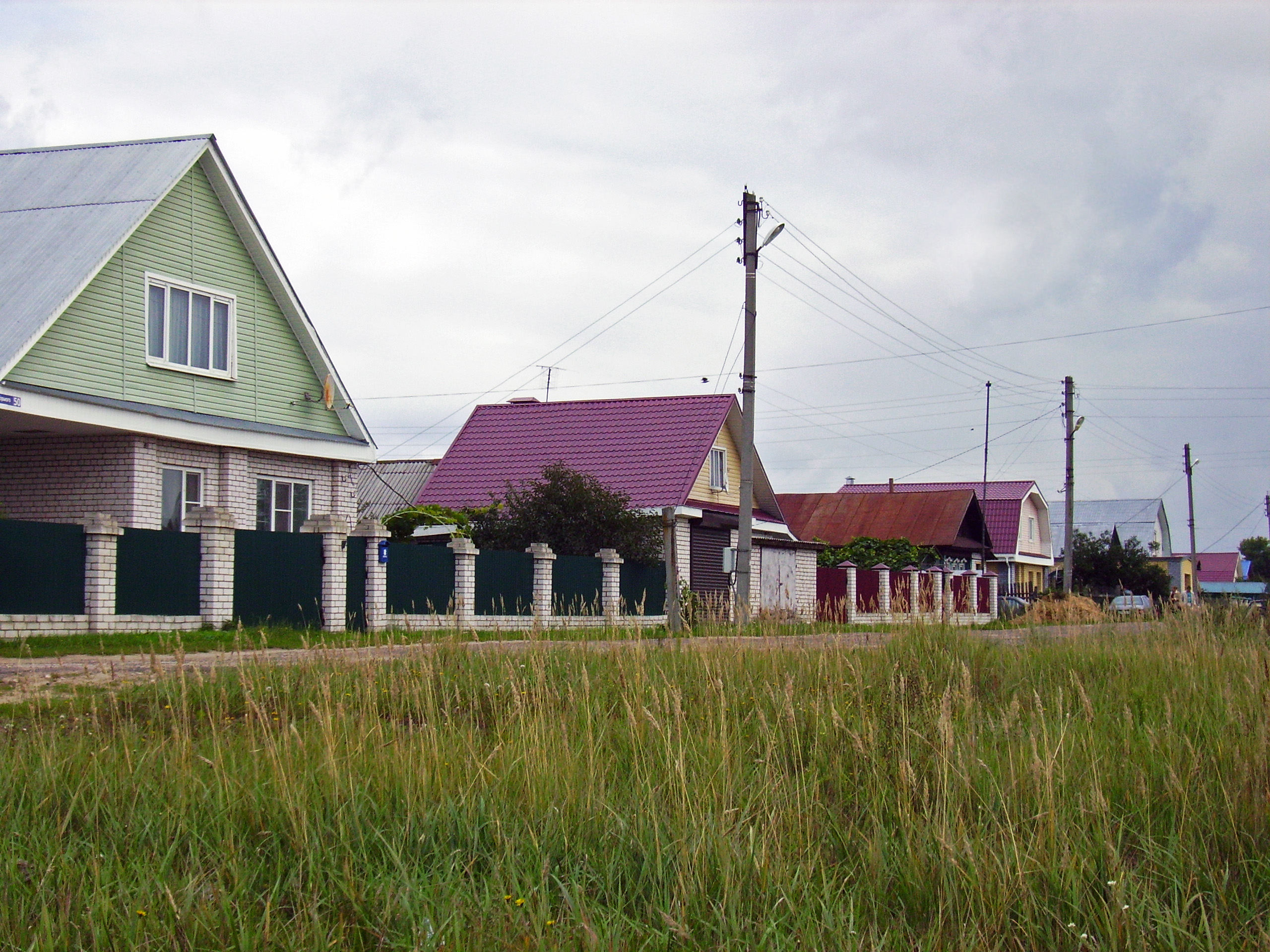
Maisons typiques.
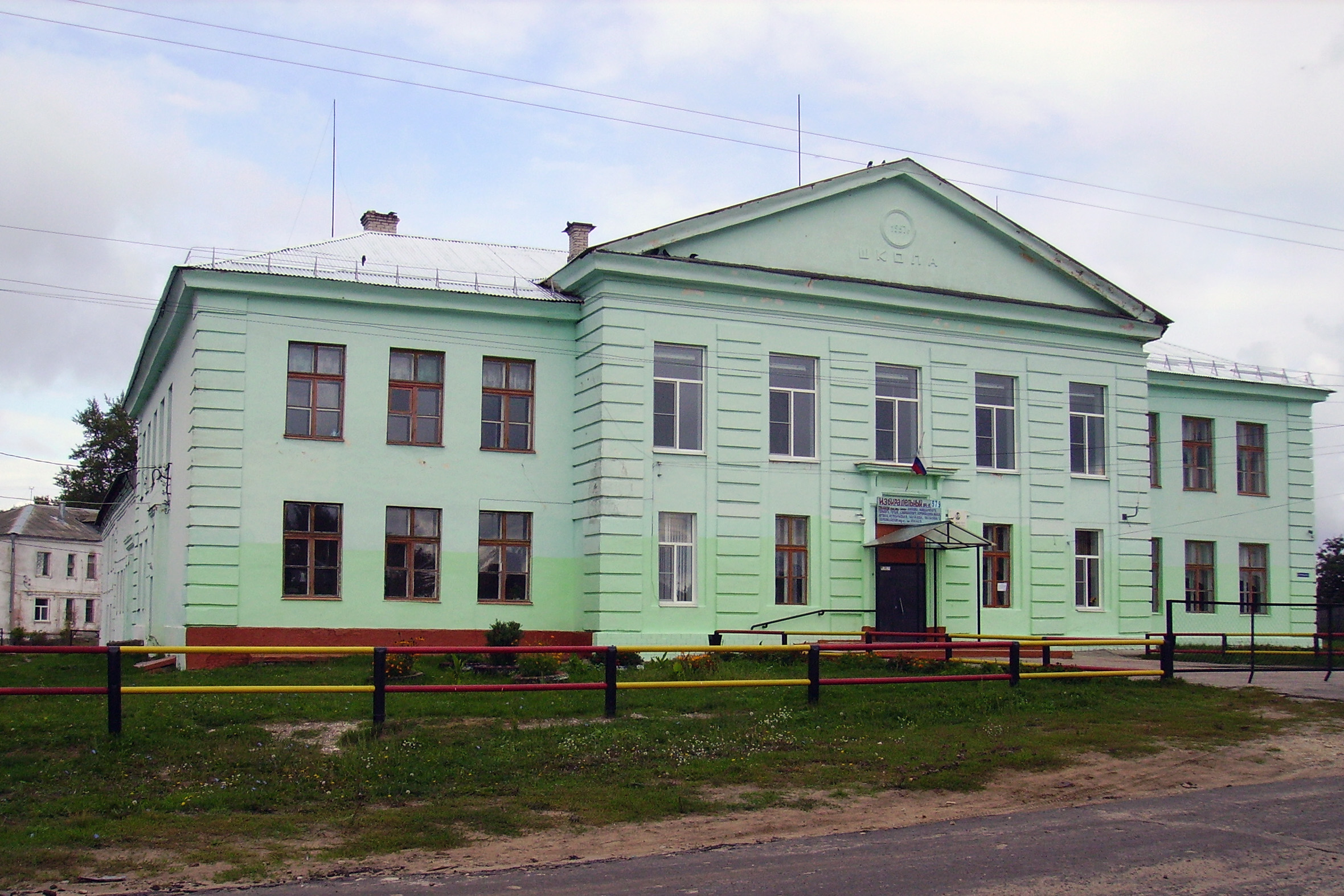
École secondaire n° 49.
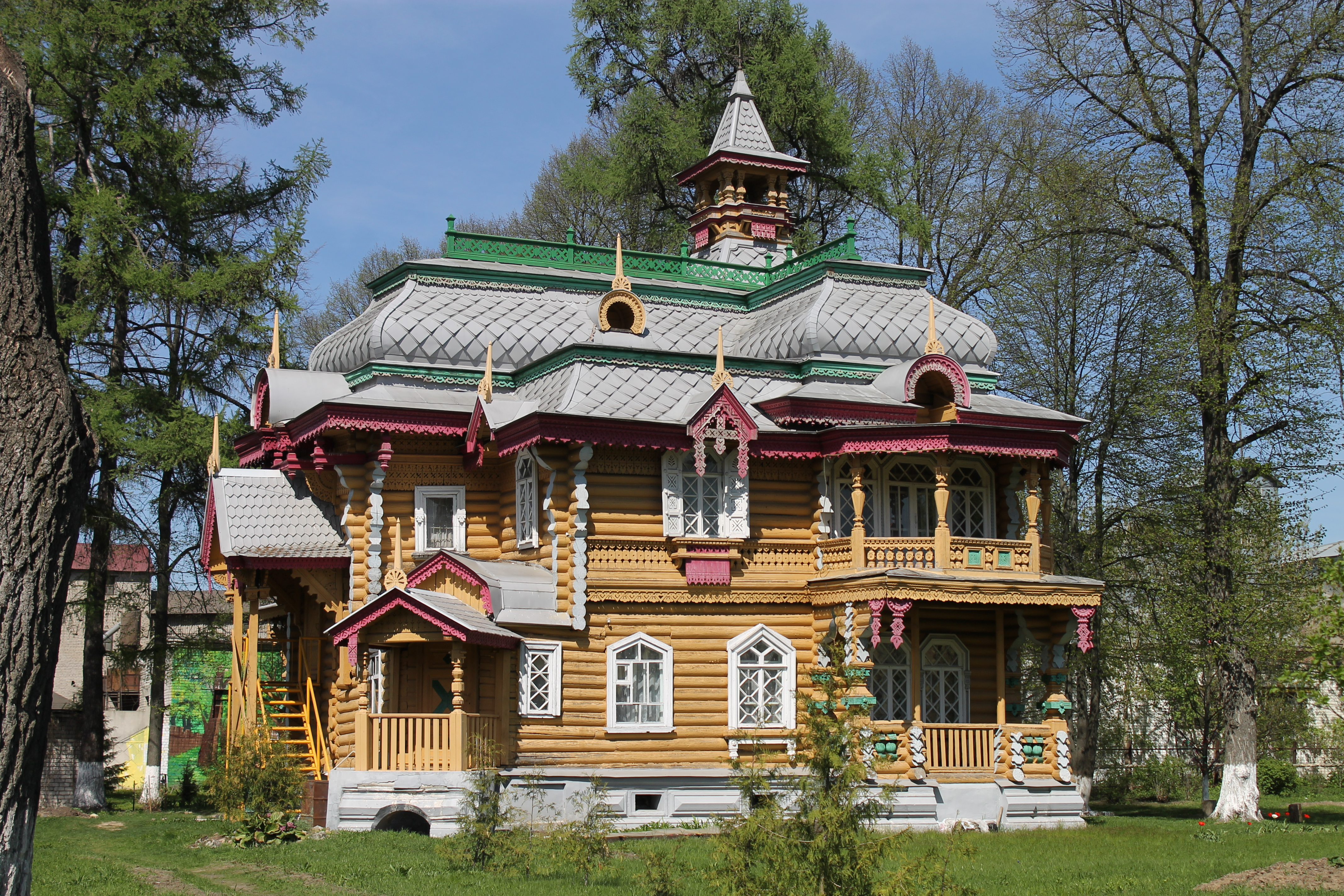
Datcha d'été du marchand Nikolaï Bougrov (monument protégé, 1892[3])